# Yo Yo
Yo Yo (* 4. August 1971 in Los Angeles, Kalifornien; wirklicher Name Yolanda Whitaker) ist eine US-amerikanische Rapperin der Stilrichtungen Hardcore-Rap und Westcoast-Hip-Hop. Ihr Künstlername wird seltener auch als YoYo oder Yo-Yo geschrieben.

## Biografie
Yolanda Whitaker stammt aus Compton. Zur Schule ging sie auf die Washington Preparatory High School in Los Angeles. Dort begann sie im Alter von 15 zu rappen und nahm an zahlreichen Talentshows teil. Ebenfalls Schüler dort war T. Bone von der Hip-Hop-Gruppe Da Lench Mob. Über diesen Kontakt traf sie Ice Cube, das bekannteste Mitglied des Lench Mob. Er protegierte sie fortan und stellte sie 1990 auf dem Lied „It’s a Man’s World“ auf seinem Album „AmeriKKKa’s Most Wanted“ der Öffentlichkeit vor. Ice Cube spielt auf diesem Stück mit seinem Image als Misogynist.
Im darauf folgenden Jahr produzierte er gemeinsam mit Sir Jinx ihr Debütalbum „Make Way for the Motherlode“, das unter dem Künstlernamen Yo Yo über das Label EastWest veröffentlicht wurde. Ice Cube war auch als Feature auf der Single „You Can’t Play With My Yo-Yo“ vertreten, die Yo Yos größter Hit wurde und in den Billboard Hot 100 bis auf Position 36 gelangte. Der zugehörige Langspieler kam zwar in den Billboard 200 nicht über Platz 74 hinaus, konnte sich aber im Zuge des Erfolgs der Single für insgesamt 21 Wochen in dieser Verkaufsliste halten.
Im selben Jahr gab Whitaker auch ihr Schauspieldebüt im Film Boyz n the Hood – Jungs im Viertel. Parallel zu ihrer Musikkarriere übernahm sie in den folgenden Jahren immer wieder kleinere Rollen, so zum Beispiel in Menace II Society, Sister Act 2 – In göttlicher Mission und der Fernsehserie Martin.
1992 gab sie ihr zweites Album, „Black Pearl“, heraus. Das Werk beinhaltete jedoch keine erfolgreiche Single, sodass es mit Platz 145 in den US-amerikanischen Charts ein schlechteres Resultat erzielte als der Vorgänger.
Dennoch erschien bereits 1993 ihr nächster Tonträger mit „You Better Ask Somebody“. Die erneute Zusammenarbeit mit Ice Cube auf „The Bonnie And Clyde Theme“ brachte ihr eine weitere Hitparadenplatzierung in den USA ein, sodass sich auch das Album etwas besser verkaufte. Trotzdem konnte sie nicht an die Ergebnisse ihres Erstlings anknüpfen.
Der kommerzielle Abwärtstrend setzte sich mit dem 1996 veröffentlichten „Total Control“ fort, das nur noch in den genrespezifischen Billboard-Charts „Top R&B/Hip-Hop Albums“ geführt wurde. Allerdings wurde sie für die 39. Verleihung der Grammy Awards nominiert, gemeinsam mit STOMP, Mr. X, Melle Mel, Coolio, Chaka Khan, Charlie Wilson, Shaquille O’Neal und The Luniz für den Vortrag auf Quincy Jones’ Stück „Stomp“. In der Kategorie Grammy Award for Best R&B Performance by a Duo or Group with Vocals unterlag sie jedoch den Fugees mit Killing Me Softly.
1998 sollte ihr fünftes Album „Ebony“ erscheinen. Die Veröffentlichung wurde jedoch abgebrochen, da rechtliche Probleme mit den Verträgen der zahlreichen Gastmusiker auftraten, sodass nur wenige Kopien des Tonträgers existieren.
Daraufhin folgte eine längere Zeitspanne ohne neue, eigene Musik von Yo Yo. Lediglich auf Werken anderer Künstler war sie gelegentlich zu hören, so zum Beispiel 2005 auf dem Tributealbum für Tupac Shakur, „The Rose, Vol. 2“ mit dem Lied „Only 4 the Righteous“ oder auf Brooke Valentines Single „Boogie Oogie Oogie“.
Stattdessen arbeitete sie beim Radiosender KDAY in Los Angeles und betätigte sich in der Sozialarbeit. So gründete sie zusammen mit MC Lyte die Stiftung „Let Your Light Shine“, die unter anderem Bildungsstipendien vergibt, und gab Lyrik-Unterricht an ihrer ehemaligen High School.
2007 brachte sie dann das Album „Hits Revealed“ mit der kurzen Laufzeit von 31:42 heraus, das ausschließlich digital erhältlich war. Es erreichte keine kommerzielle Bedeutung mehr.
Anschließend wurde sie Ko-Moderatorin der 2008 auf VH1 ausgestrahlten Fernsehserie „Miss Rap Supreme“, bei der 10 weibliche MCs bei verschiedenen Aufgaben um ein Preisgeld von 100.000 US-Dollar kämpften.
2011 eröffnete sie die „YoYo School of Hip Hop“ mit Außenstellen in Los Angeles und Highland Park, Michigan. Dabei handelt es sich um ein Programm für Kinder, die in diesem die Musikproduktion und Kreatives Schreiben erlernen und Unterricht im Hip-Hop-Tanz und der Schauspielerei erhalten. 2013 heiratete sie außerdem den damaligen Bürgermeister Highland Parks, DeAndre Windom.

## Diskografie

### Alben
- 1991: Make Way for the Motherlode
- 1992: Black Pearl
- 1993: You Better Ask Somebody
- 1996: Total Control
- 1998: Ebony
- 2007: Hits Revealed

### Singles
- 1990: Stompin’ to the 90’s
- 1991: You Can’t Play With My Yo-Yo
- 1991: Ain’t Nobody Better
- 1991: Girl Don’t Be No Fool
- 1992: Home Girl Don’t Play Dat
- 1993: Ibwin wit My Crewin’
- 1993: The Bonnie and Clyde Theme
- 1993: Westside Story